# Johannes Ludwig Janson
Pour les articles homonymes, voir Janson.
Johannes Ludwig Janson (1er septembre 1849 à Prieborn, arrondissement de Strehlen – 28 octobre 1914) est un vétérinaire prussien qui est conseiller étranger au Japon pendant l'ère Meiji. Il est célèbre pour avoir introduit la médecine vétérinaire occidentale au Japon.

## Biographie
En octobre 1880, Janson est engagé par le gouvernement de Meiji en tant que conseiller étranger. Il enseigne ainsi à l'école vétérinaire de Komaba. Durant son séjour, cette école fusionne avec l'école d'agriculture de l'université impériale de Tokyo. Le contrat de Janson est prolongé plusieurs fois et il enseigne jusqu'en 1902. Beaucoup de ses étudiants ont plus tard occupé des postes importants au sein du gouvernement.
Janson écrit un certain nombre d'articles sur les animaux et les pratiques vétérinaires au Japon.
Il épouse une femme japonaise et est enterré à Kagoshima, la ville natale de son épouse.